# Ковачич, Лойзе
Лойзе Ковачич (словен. Lojze Kovačič, 9 ноября 1928, Базель — 1 мая 2004, Любляна) — словенский прозаик и драматург, автор книг для детей.

## Биография
Отец — словенец, мать — немка. Отец, успешный предприниматель, с 1920-х годов работавший за рубежом, из патриотических соображений не стал хлопотать о швейцарском гражданстве. В результате семья в 1938 была выслана из Швейцарии и вынуждена вернуться в сельскую Нижнюю Крайну, затем переехала в Любляну. Окружающие, включая родственников, встретили репатриантов настороженно и враждебно, тем более что словенского языка в семье, за исключением отца, никто не знал. Отец умер в 1944, заботы о содержании семьи был вынужден взять на себя 16-летний Лойзе. В конце концов семью в 1948 депортировали в Австрию, Лойзе, несмотря на конфликты с властями, остался в Любляне, жил под надзором тайной полиции. Закончил Люблянский университет (1962), где изучал славистику и германистику. Преподавал искусство и литературу, вышел в отставку в 1989.

## Творчество
Печатался с середины 1950-х годов, но некоторое признание его автобиографическая экзистенциалистская проза о судьбе словенской семьи и невозможности её найти своё место, определить себя в перипетиях века получил лишь в семидесятые. Его романная трилогия Новоприбывшие (1983—1985), скрупулезно описывающая жизнь одного семейства в 1938—1948 и переведенная на основные европейские языки, расценивается критикой как крупнейшее произведение словенской литературы XX века, памятник литературы модернизма. Место его автора сравнивают со значением Толстого для русской, Пруста — для французской, Джойса — для английской литературы.

## Избранная библиография
- Открытки из Любляны/ Ljubljanske razglednice, рассказы (1956)
- Ключи от города/ Ključi mesta, рассказы (1967)
- Мальчик и смерть/ Deček in smrt, роман (1968)
- Новоприбывшие/ Prišleki, романная трилогия (1983—1985)
- Базель/ Basel, роман (1986)
- Прах/ Prah, роман (1988)
- Остекленевшее время/ Kristalni čas, роман (1990)
- Вещи детства/ Otroške stvari, роман (2003)
- Вещи взрослости/ Zrele reči, роман (2009, опубликован посмертно)

## Признание
Премия Прешерна (1973), премия Кресника (1991, 2004).